# ヴェルサイユ宮殿
ヴェルサイユ宮殿（ヴェルサイユきゅうでん、フランス語：Palais de Versailles）は、1682年、フランス王ルイ14世（1638年 - 1715年、在位1643年 - 1715年）が建てたフランスの宮殿（建設当初は離宮）である。ヴェルサイユ城（ヴェルサイユじょう、フランス語：Château de Versailles）ともいい、フランス語ではこちらの表記がよく使用されている。
パリの南西22キロメートルに位置するイヴリーヌ県ヴェルサイユにある。主な部分の設計はマンサールとル・ブランによっておこなわれ、庭園はアンドレ・ル・ノートルによって造営された。バロック建築の代表作で、豪華な建物と広大な美しい庭園で有名である。2024年パリオリンピックでは馬術と近代五種の会場として使用された。

## 概要
ヴェルサイユ宮殿は、ルイ14世が建造した宮殿である。宮殿内には地方の有力貴族の居住空間も用意され、権力の一極集中を実現していた。そのため、フランスの絶対王政の象徴的建造物ともいわれる。宮殿はルイ14世をはじめとした王族と、貴族たちが国政を議論する場であり、時には社交場でもあった。その結果様々なルール・エチケット・マナーが生まれた。それの中に今につながるものもあるという。

## 建築
宮殿のファサードは400メートルもあり、左右対称の構成としている。正面玄関は東面のU字型に凹んだ位置にあり、大通りがパリの方向にのびている。西側は庭園に面している。
儀式や外国の賓客を謁見するために使われた鏡の間は、1871年にドイツ皇帝ヴィルヘルム1世の即位式が行われ、また第一次世界大戦後の対ドイツとの講和条約であるヴェルサイユ条約が調印された場所でもある。鏡の間にはたくさんの銀製品が飾られていたというが、ルイ14世は晩年になって、スペインの王位継承争いが続いて戦費の捻出に困り、破産を免れるためにこれらを売って戦費に充てたという。

## 噴水庭園

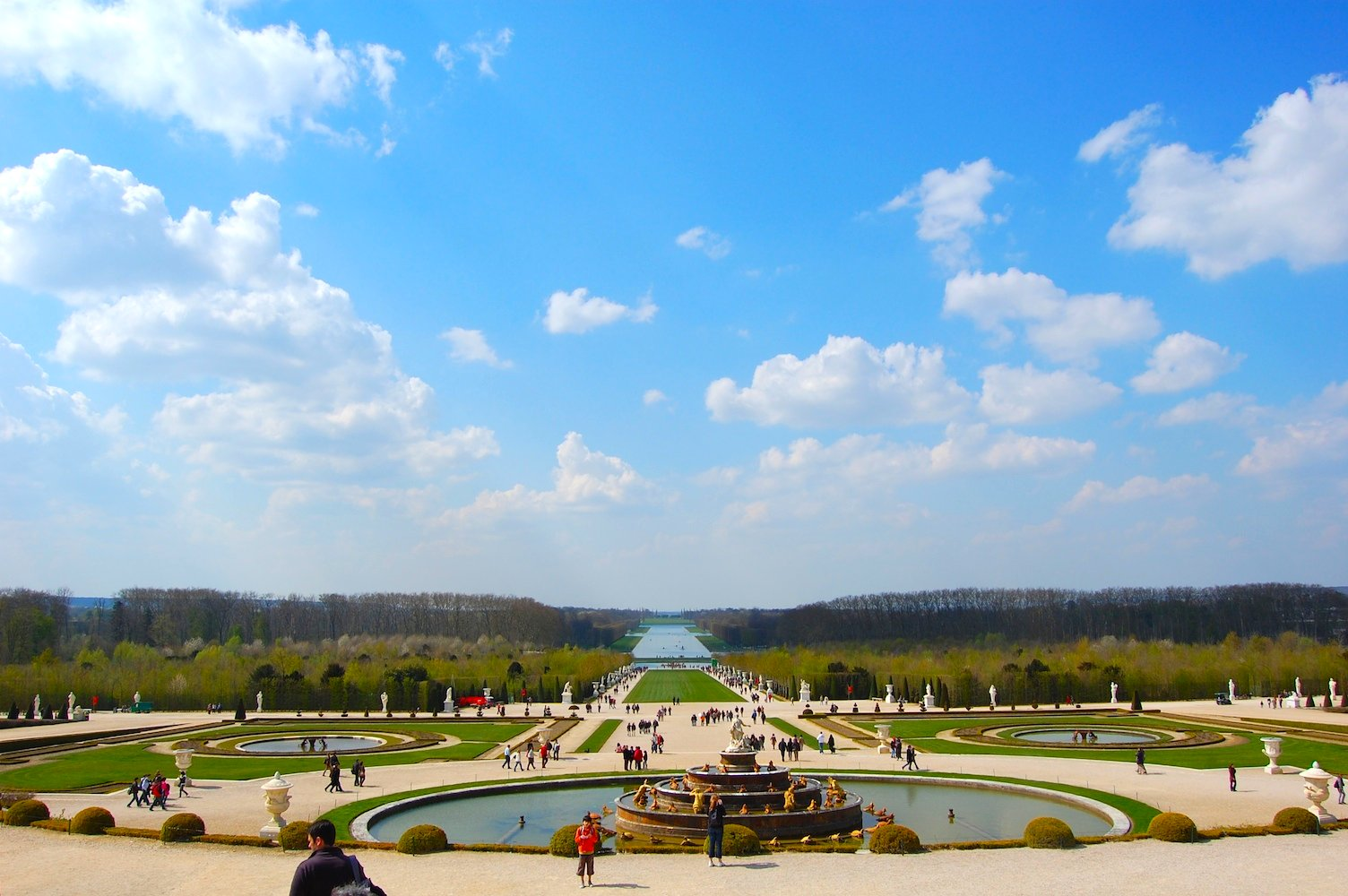
噴水庭園

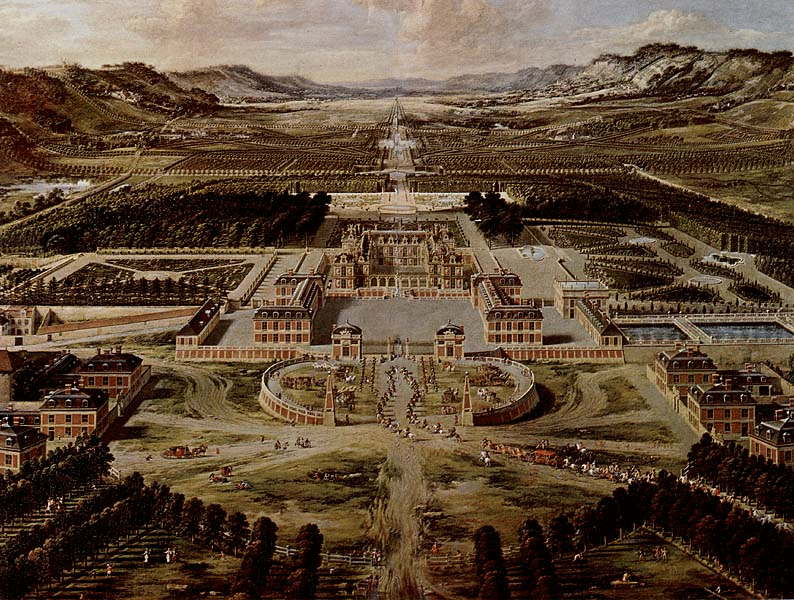
ヴェルサイユ宮殿（1668年）

宮殿の建設よりも労力を費やされている噴水庭園には、宮殿建設の25,000人に対し、36,000人が投入されている。そして、その噴水にはルイ14世の三つの意図が込められている。
「水なき地に水を引く」
ヴェルサイユには近くに水を引く高地が無い。ルイ14世は10km離れたセーヌ川の川岸にマルリーの機械と呼ばれる巨大な揚水装置を設置し、堤の上に水を上げさせた。そして古代ローマに倣って水道橋を作って、水をヴェルサイユまで運び、巨大な貯水槽に溜め込んだ。こうして水無き地で常に水を噴き上げる噴水庭園を完成させ、自然をも変える力を周囲に示した。
「貴族を従わせる」
ルイ14世は10歳の時にフロンドの乱で、貴族たちに命を脅かされたことがある。ルイ14世はこの体験を一生忘れず、彼は貴族をヴェルサイユに強制移住させた。
- 「ラトナの噴水」は、ギリシャ神話に登場するラトナ（レートー）が村人に泥を投げつけられながらも、息子の太陽神アポロンを守っている銅像と、その足元にある蛙やトカゲは神の怒りに触れて村人たちが変えられた像を、模った噴水である。ラトナとアポロンはフロンドの乱の時、彼を守ってくれた母と幼いルイ14世自身を示し、蛙やトカゲに変えられた村人は貴族たちをあらわしている。王に反抗をする者は許さないという宣言を示している。
- 「太陽神アポロンの噴水」は、アポロンは天馬に引かれて海中から姿をあらわし、天に駆け上ろうとしているものを模った噴水である。アポロンはルイ14世自身をあらわし、彼が天空から地上の全てを従わせると示している。

「民衆の心をつかむ」
ルイ14世は民衆の誰もがヴェルサイユに入るのを許し、民衆に庭園の見方を教える「王の庭園鑑賞法」というガイドブックを発行した。それには「ラトナの噴水の手前で一休みして、ラトナ、周りにある彫刻をみよ。王の散歩道、アポロンの噴水、その向こうの運河を見渡そう」と書かれている。民衆は、ガイドブックに従って庭園を鑑賞することで、貴族と自然を圧倒した王の偉大さを刷り込まれていった。夏、ヴェルサイユでは毎晩のように祭典が催され、訪れた民衆はバレエや舞劇に酔いしれた。
噴水庭園は、遠近法を用いて修景され、宮殿からラトナの泉、タピスヴェール（Tapis Vert、緑の絨毯）に沿って、アポロの戦車の盆地へと続いている。水面から昇る戦車は、太陽の昇りを象徴した。シャルル・ルブランが設計し、1668年から1670年の間に彫刻家ジャン＝バティスト・テュビが王立ゴブラン製作所で製作したもので、鉛で鋳造された後に金メッキが施されている。噴水の向こうには、大運河（Grand Canal, グランド・カナール）が公園の南端まで1800メートル伸びている。

## オランジュリー庭園
アンドレ・ル・ノートルの設計に基づいて、ルイ14世の依頼でジュール・アルデゥアン＝マンサールが建築したその温室は、絶対君主の威光を示すために金に糸目をつけない壮大なスケールで構想された。
言い伝えによれば、ヴェルサイユ宮殿の木々の中の1本は、宮殿が建設される200年近く前にナヴァール王妃からアンヌ・ド・ブルターニュに送られた接ぎ穂から育てられたものだという。この木はグラン・ブルボンと呼ばれ、1894年に枯れるまで花を咲かせ、果実を実らせた。現在も冬になるとこのオレンジ栽培温室に千本以上の木々が収容される。木々は四隅にちょうつがいのついた伝統的なヴェルサイユ式のプランターに植えられる。5月から10月の間はプランターが温室前の花壇に並べられる。

## 沿革

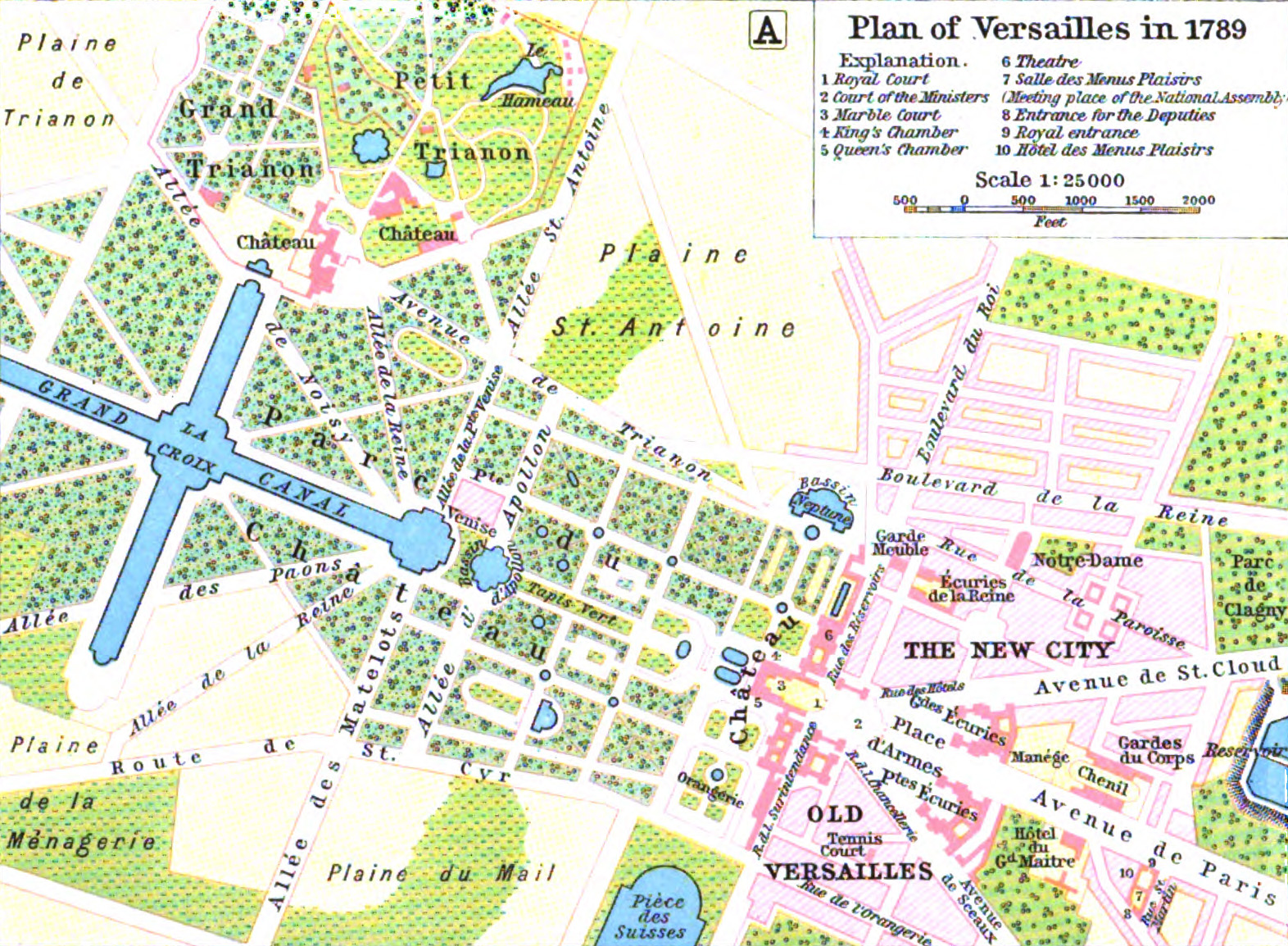
庭園の配置図（1789年）。図の右下にヴェルサイユ宮殿、左上に大・小トリアノン宮殿、その下に大運河とアポロンの泉水を配置した。右下のソー通り（l'avenue de Sceaux）で南東へ500メートルすると最寄りのヴェルサイユ＝シャトー駅へ。

- 1624年：ルイ13世の狩猟の館として建てられる
- 1661年-65年：ルイ14世が建築家ルイ・ル・ヴォー（Louis Le Vau）を招き、増築（同じ頃、ルーヴル宮殿の改築も計画されていたが、王がヴェルサイユの方を気にいったため、ルーヴル宮殿の計画は縮小された）
- 1667年-70年頃：ル・ノートルによる造園
- 1675年-82年：セーヌ川にダムを築き噴水工事
- 1670年：トリアノン宮殿を改築
- 1678年：マンサールによる増築を開始、「鏡の間」を造る（天井画はル・ブランによる）
- 1699年-1710年：礼拝堂建設
- 1753年-1770年：オペラ劇場建設
- 1768年：ルイ15世が小トリアノン宮殿を建設
- 1837年：ルイ・フィリップ王が「戦いの間」を開設
- 1871年：ドイツ皇帝ヴィルヘルム1世の即位式
- 1919年：パリ講和会議中の対独・ヴェルサイユ条約と対ハンガリー・トリアノン条約

## 登録基準
この世界遺産は世界遺産登録基準のうち、以下の条件を満たし、登録された（以下の基準は世界遺産センター公表の登録基準からの翻訳、引用である）。
- (1) 人類の創造的才能を表現する傑作。
- (2) ある期間を通じてまたはある文化圏において、建築、技術、記念碑的芸術、都市計画、景観デザインの発展に関し、人類の価値の重要な交流を示すもの。
- (6) 顕著で普遍的な意義を有する出来事、現存する伝統、思想、信仰または芸術的、文学的作品と直接にまたは明白に関連するもの（この基準は他の基準と組み合わせて用いるのが望ましいと世界遺産委員会は考えている）。

## ギャラリー

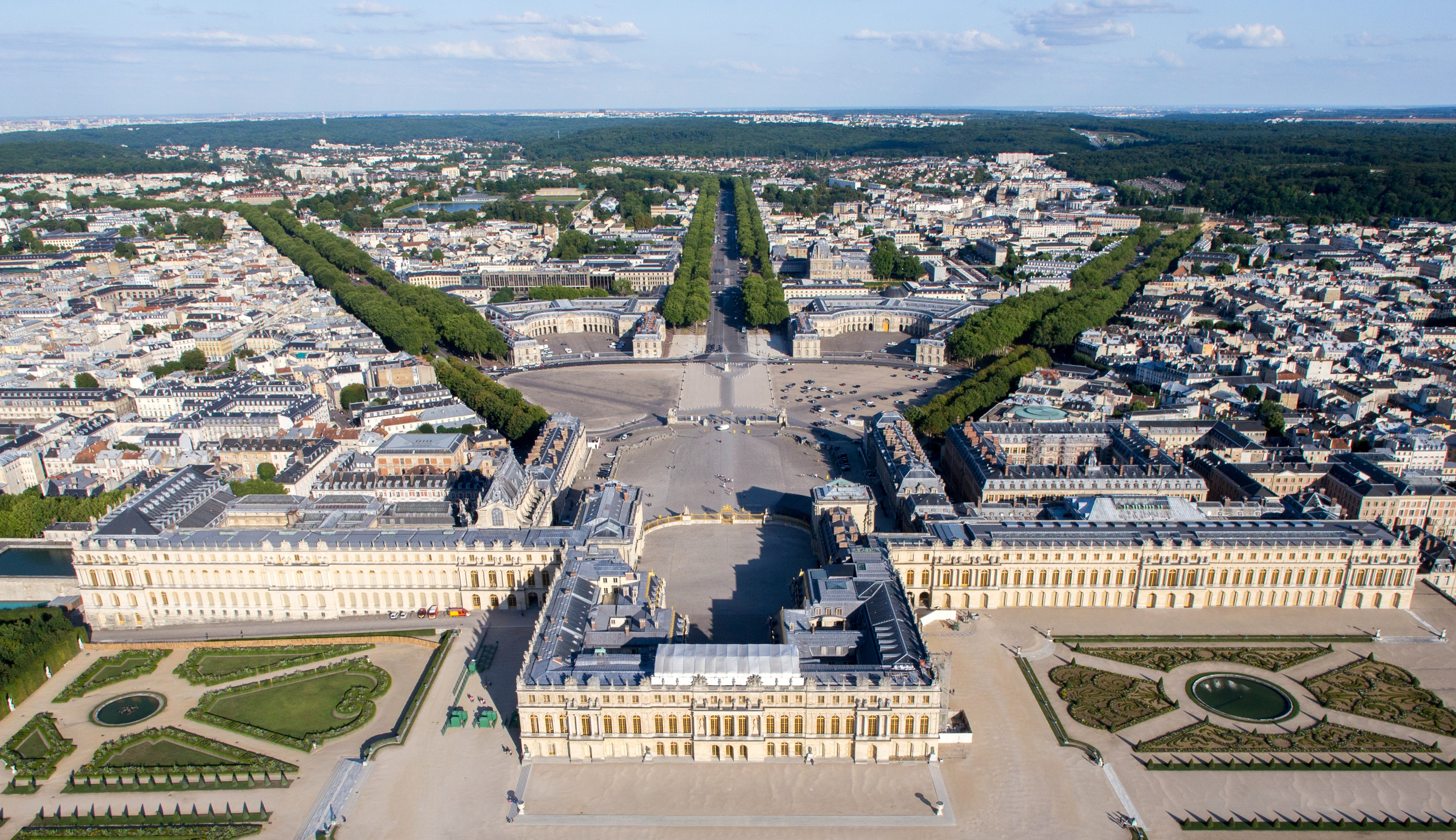
上から
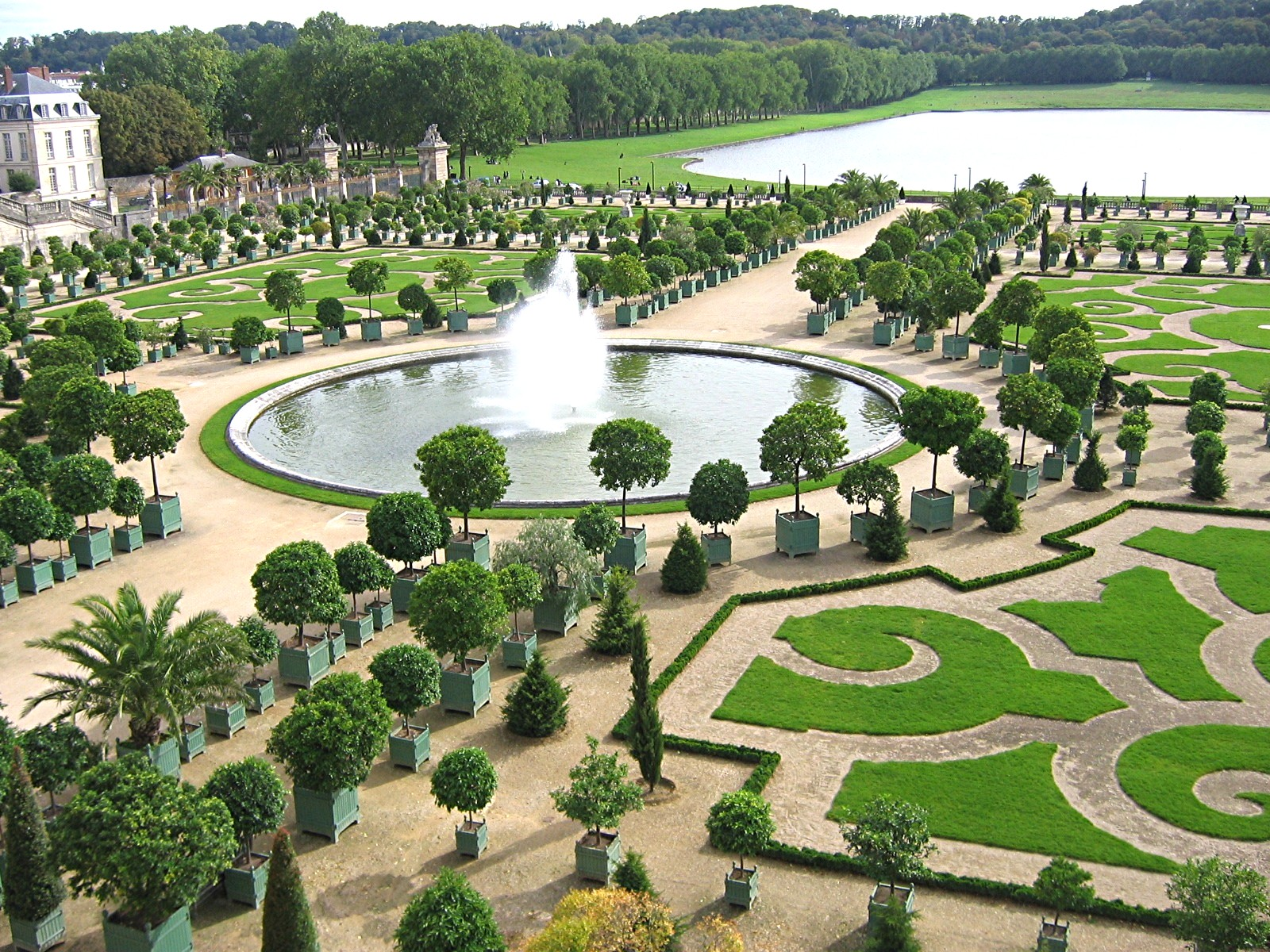
オランジュリー庭園
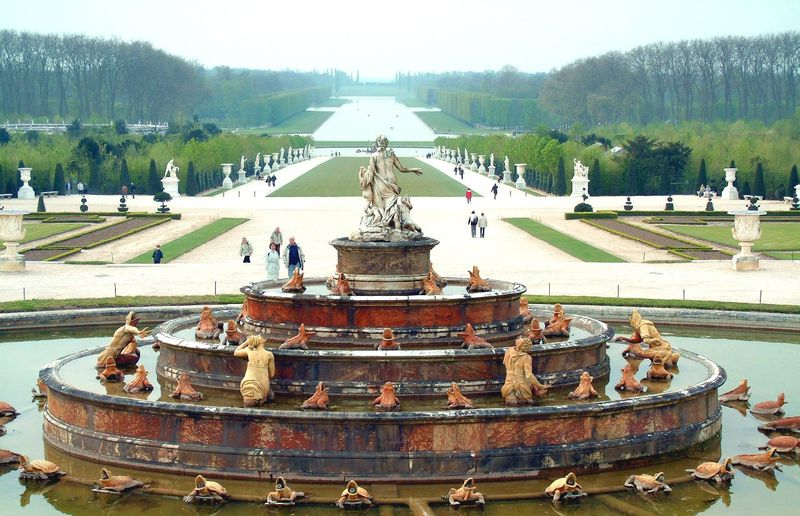
ラトナの噴水
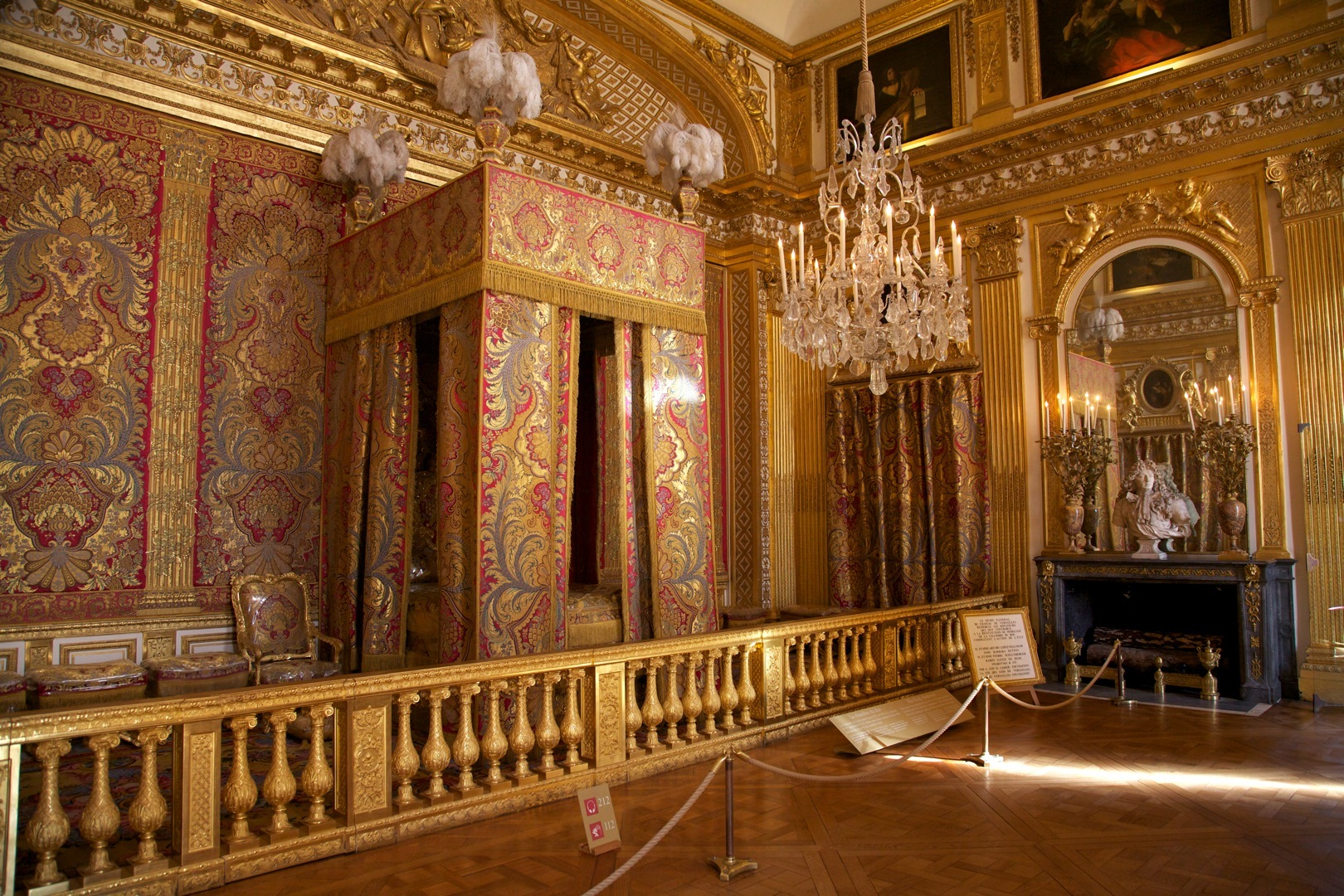
王の寝室
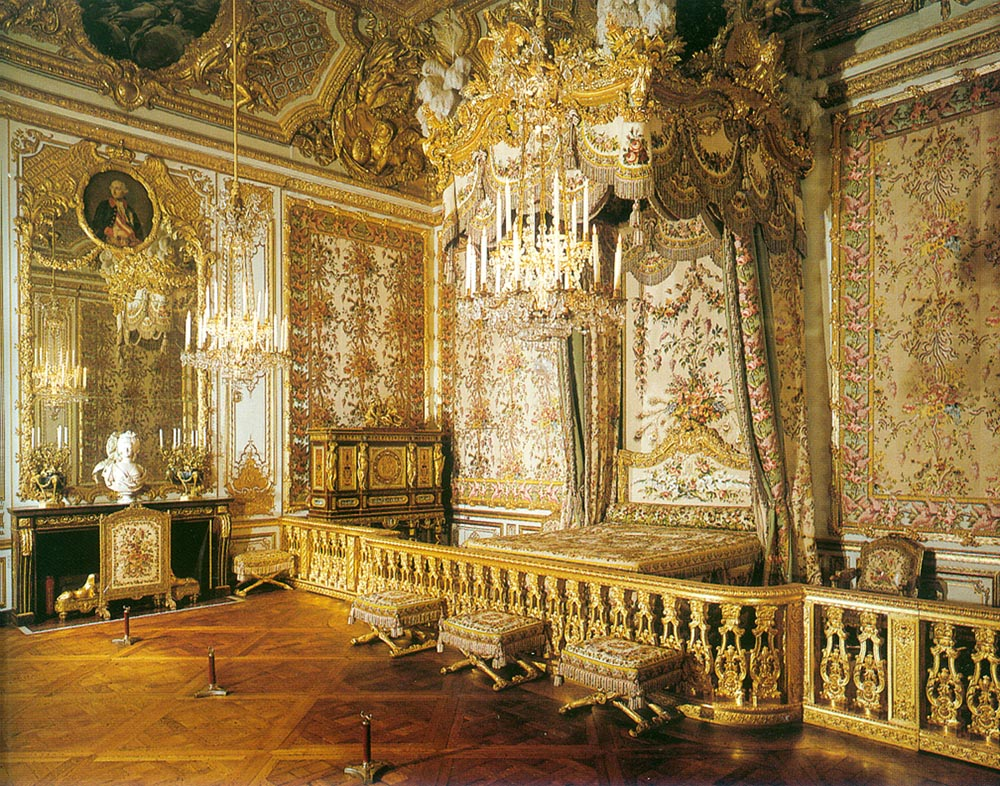
王妃の寝室
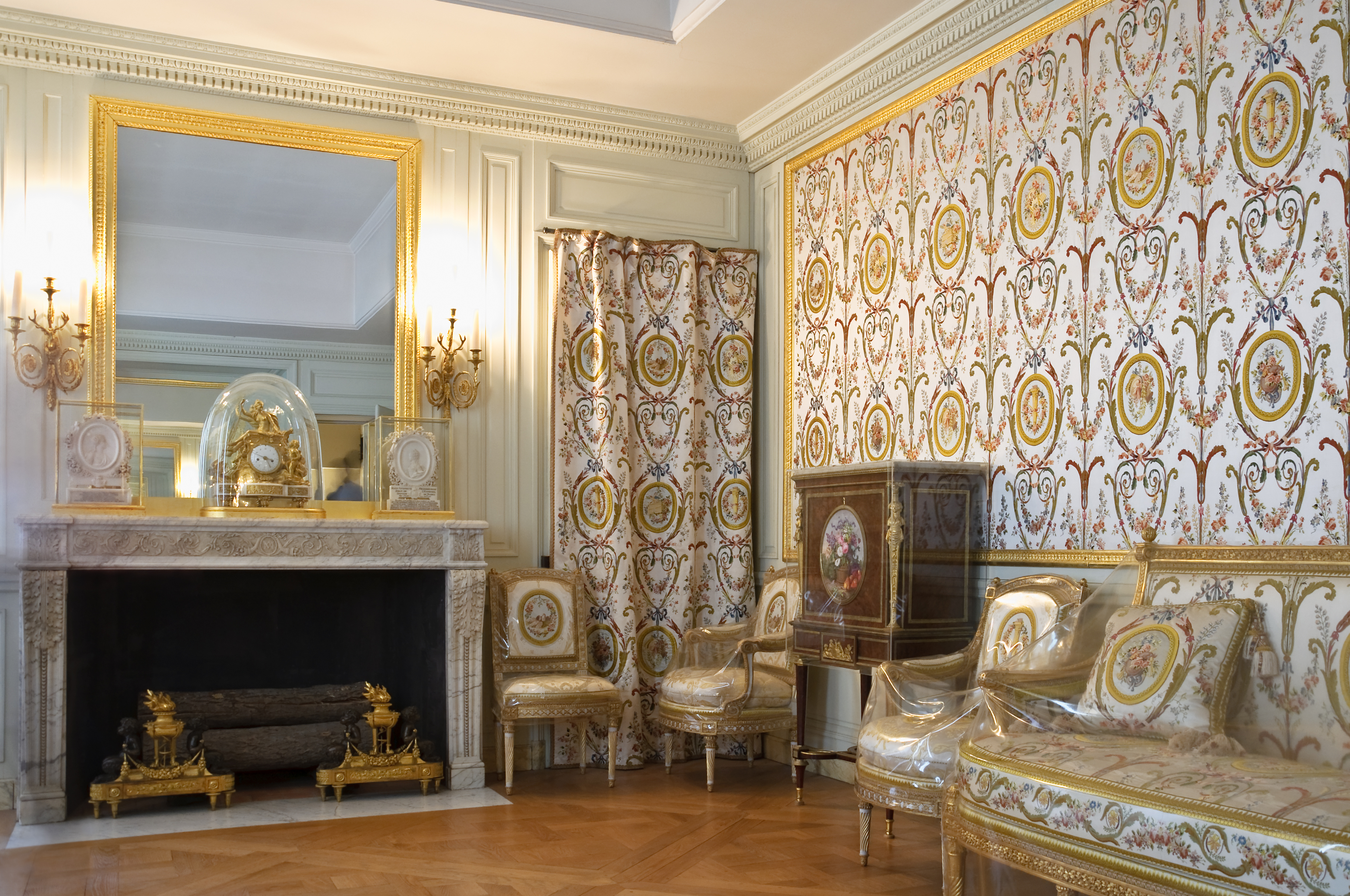
マリー・アントワネットの部屋
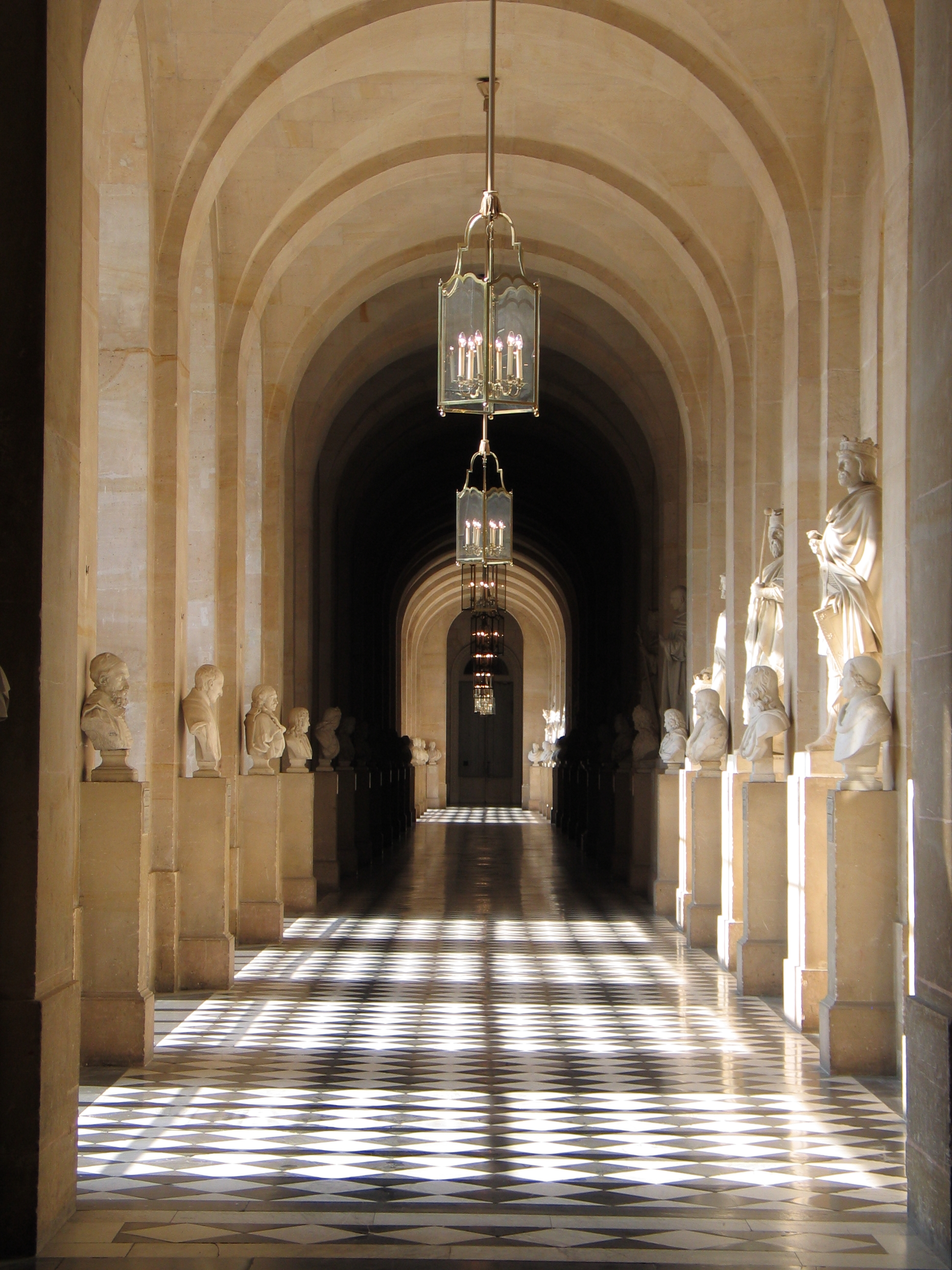
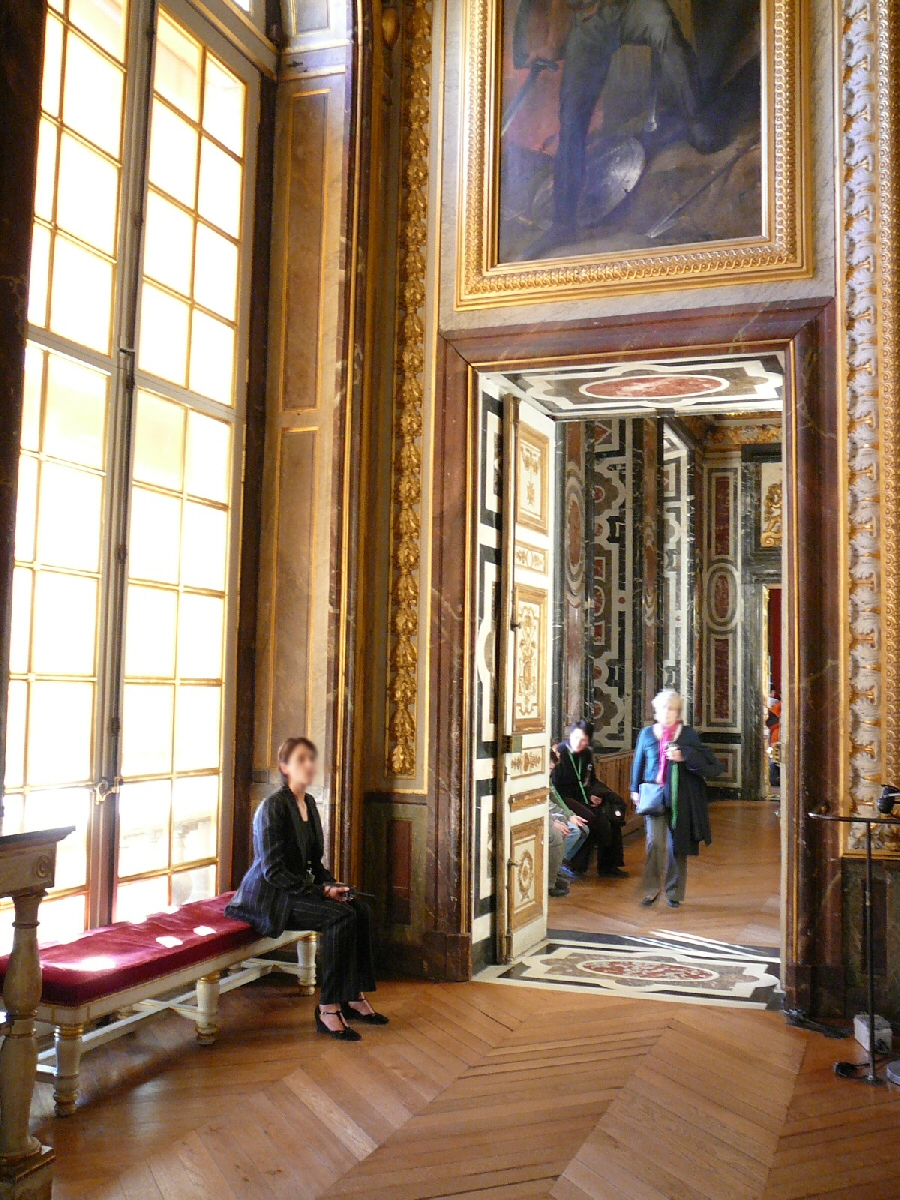
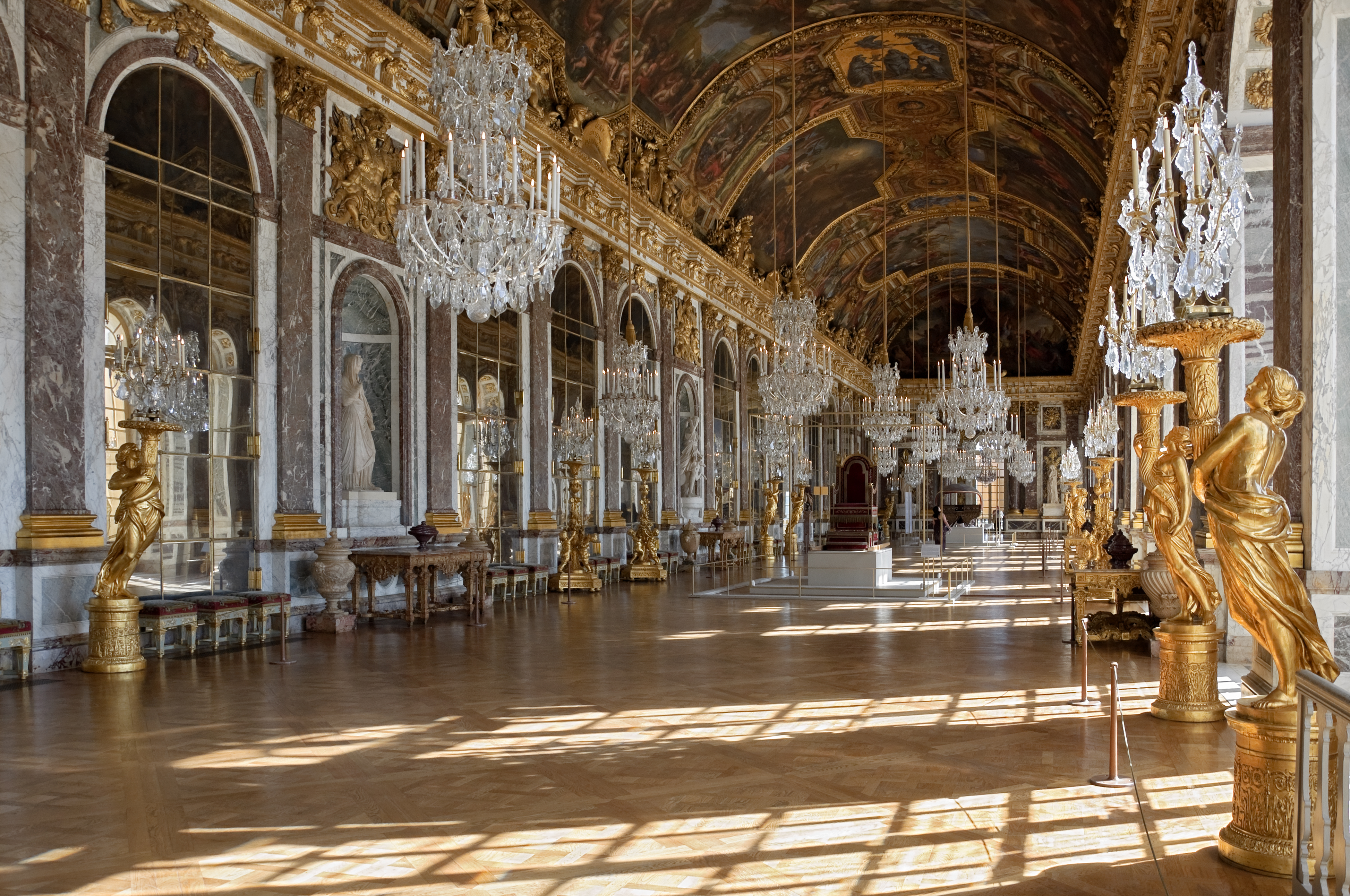
鏡の間
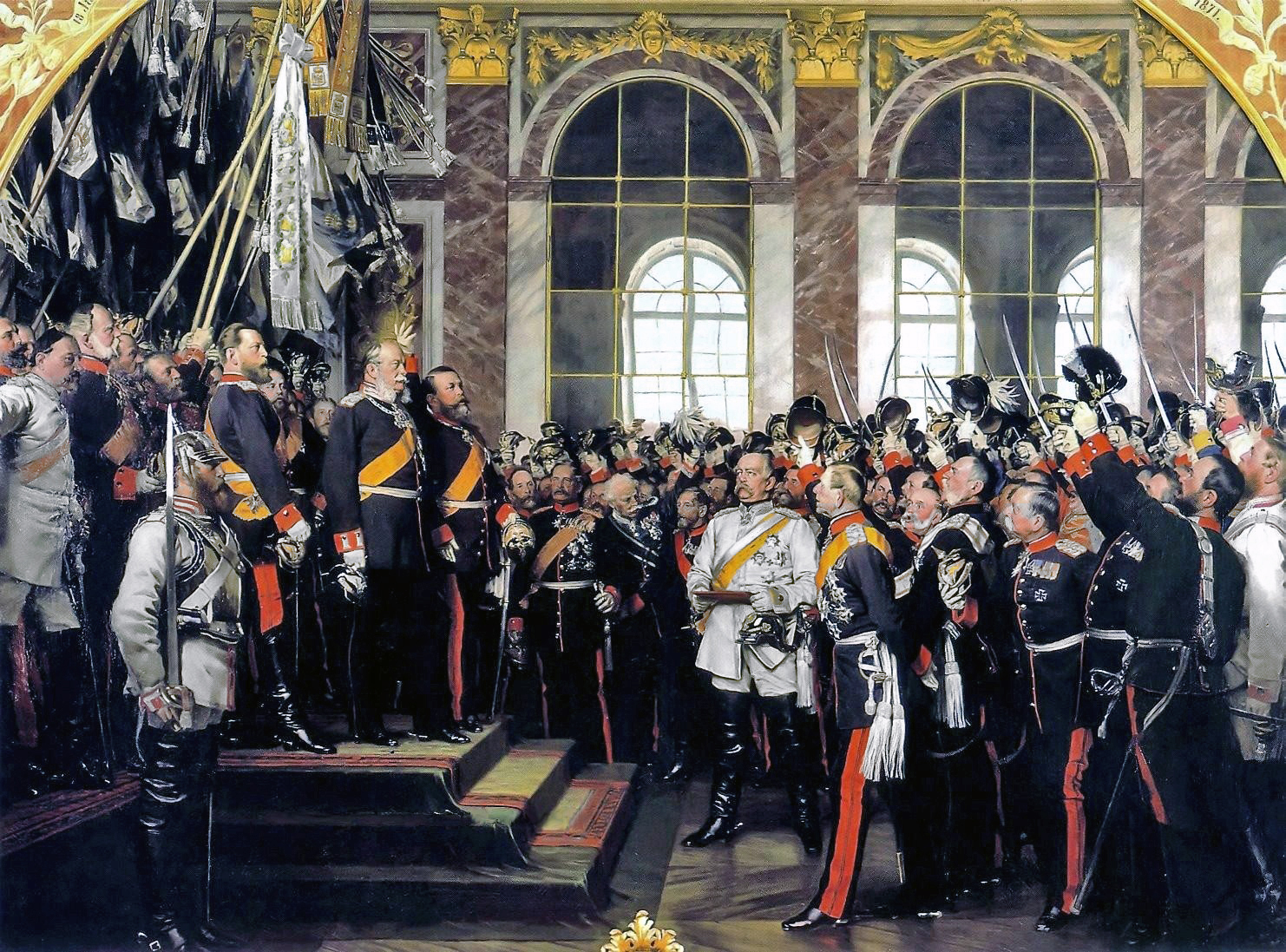
『ドイツ帝国の成立』（アントン・フォン・ヴェルナー画）
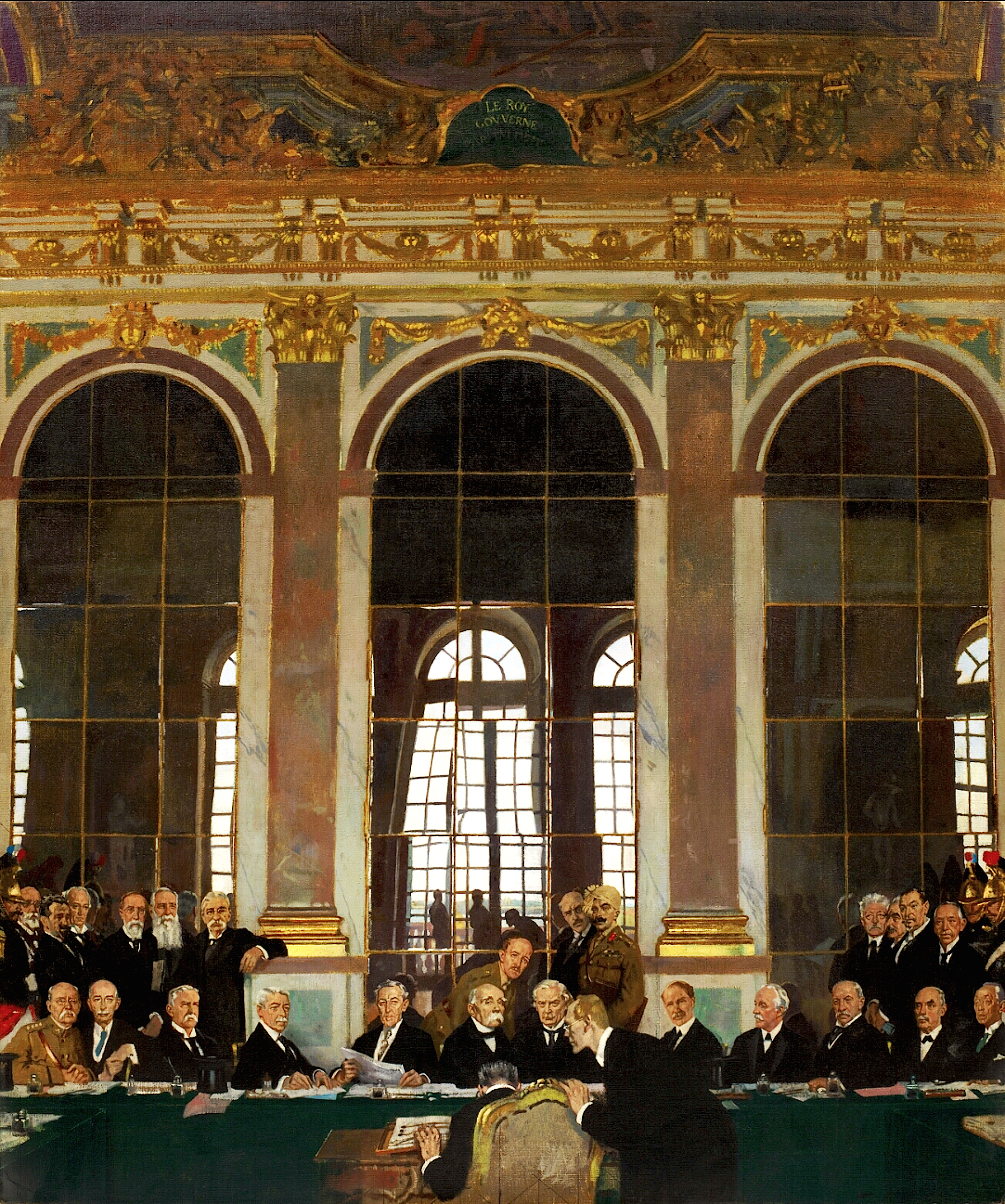
『鏡の間における講和条約調印』（ウィリアム・オーペン画）

## 交通
パリ市内のイル＝ド＝フランス地域圏急行鉄道網(RER) C線 列車にミュゼ・ドルセー駅で乗って、ヴェルサイユ＝シャトー駅で降り、ソー通り（l'avenue de Sceaux）を歩いて宮殿・庭園入口まで約500メートルである。